# Xã Competine, Quận Wapello, Iowa
Xã Competine (tiếng Anh: Competine Township) là một xã thuộc quận Wapello, tiểu bang Iowa, Hoa Kỳ. Năm 2010, dân số của xã này là 254 người.